# Prvenstvo Anglije 1906
Prvenstvo Anglije 1906 v tenisu.

## Moški posamično
Lawrence Doherty :  Frank Riseley, 6-4, 4-6, 6-2, 6-3

## Ženske posamično
Dorothea Douglass :  May Godfray Sutton, 6-3, 9-7

## Moške dvojice
Sydney Smith /  Frank Riseley :  Reginald Doherty /  Lawrence Doherty, 6–8, 6–4, 5–7, 6–3, 6–3